# 財前宣之
財前 宣之（ざいぜん のぶゆき、1976年10月19日 - ）は、北海道出身の元プロサッカー選手・サッカー指導者。ポジションはミッドフィールダー。実兄は元サッカー選手の財前恵一。

## 来歴・人物
中田英寿も認めた才能の持ち主（運動量なら中田、パスセンスなら財前と言われていた）だったが、度重なる膝の怪我に苦しんだ（靭帯断裂を3度）。戸塚哲也、菊原志郎、山口貴之と続く「ヨミウリ天才少年」の系譜を受け継ぐ。1993年のU-17世界選手権U-17日本代表のチームメイトからは中田を含め4人が後の日本代表に選出されたが、彼らはまず如何にして財前に認められるかを考えていたという。
中学時代から読売ユースに所属。読売への入団テストでは、当時の小見幸隆コーチをして「ボールをもった瞬間に合格」と言わしめ、サッカーファンは「まだ見ぬ財前」に期待を高めた。高校時代は東京実業高校に通いながら読売ユースに所属し、1993年のU-17世界選手権ではU-17日本代表の中心選手として、リーグ戦3試合全てでマンオブザマッチを獲得しベスト8進出に貢献、大会ベストイレブンにも選出された。
1995年にヴェルディ川崎のトップチームに昇格し、直後にイタリア、セリエAの名門SSラツィオへと留学。ラツィオではプリマヴェーラ（ユース）所属だったが、トップチームの紅白戦にも出場した。また、アジアから唯一世界選抜チームに選出され出場した。
1996年にスペイン1部リーグ、リーガ・エスパニョーラのログロニェスに移籍。しかし当時監督を務めていたミゲル・アンヘル・ロティーナがリクエストしたのはフォワードであり、同じ日本人の三浦知良だった。スペイン入りの前に痛めていた膝前十字靭帯を再度痛めたことにより、早期退団を余儀なくされた。
帰国から約1年後にV川崎にて公式戦初出場。クロアチア1部リーグ、1.HNLのリエカを経て、清水秀彦監督の誘いに応じて1999年にベガルタ仙台入団。ここでクラブの中心選手として存在感を発揮。2001年J2最終戦、京都パープルサンガ戦で試合終了直前にチームを初のJ1昇格に導く決勝ゴールを挙げた。
2005年シーズン終了後、仙台から戦力外通告を受け退団。この時、財前の戦力外撤回を求める仙台サポーターの署名が1万人以上集まった。
翌2006年からは同じ東北をホームとするモンテディオ山形に移籍し、4年間プレーしたが2009年に戦力外通告を受け、同年シーズン終了を以って退団。
2009年のシーズン終了直後にタイ・プレミアリーグに所属するムアントン・ユナイテッドFCから獲得を前提とした練習参加のオファーが届いた。財前はすぐにタイへ飛び、プレ・シーズンマッチにもトップ下で出場し存在感を発揮、ムアントン・ユナイテッドへの正式加入が決まった。
2011年シーズンより同リーグに所属するBECテロ・サーサナFCへ移籍した。
2012年1月19日、本人のブログ上で現役引退が発表され、引退後は古巣・仙台の育成コーチとしてサッカースクール指導や中学生以下のスカウトを担当していた。
2016年4月、仙台市内にサッカースクールを開設した。

## 所属クラブ
ユース経歴
- 1989年 - 1991年 読売ジュニアユース
- 1992年 - 1994年 読売ユース

プロ経歴
- 1995年 - 1998年 ヴェルディ川崎
  - 1995年途中 - 1996年途中 ラツィオ・プリマヴェーラ (期限付き移籍、留学)
  - 1996年途中 CDログロニェス (期限付き移籍)
- 1999年 NKリエカ
- 1999年途中 - 2005年 ベガルタ仙台
- 2006年 - 2009年 モンテディオ山形
- 2010年 ムアントン・ユナイテッドFC
- 2011年 BECテロ・サーサナFC

## 背番号10
上記のプレースタイルから1993年のU-17世界選手権で背番号10を背負っていた財前は、Jリーグでは仙台移籍2年目の2000年に初めて10番を背負い、以後チームの顔として2005年まで背負い続けた。Jリーグが1997年の固定背番号制を導入以後、同一チームで10番を背負う期間は澤登正朗（清水エスパルス・1997年-2005年）、藤田俊哉（ジュビロ磐田・1997年-2003年8月、2004年-2005年6月…FCユトレヒト移籍中は空き番）に次いで長かった。
山形へ移籍した2006年は、入団当時既に27番まで埋まっていたので、背番号は事務的に充てられたものと思われる28番だった。そして、山形移籍2年目の2007年、本橋卓巳から譲られる形で再び背番号10が与えられた。本橋はベテラン・永井篤志の仙台移籍で空いた8番を背負うこととなったが、仙台時代の2000年、財前に10番を譲った中島浩司がベテラン・越後和男の引退で空いた8番を背負ったのと似たケースとなった。
2010年はタイのムアントン・ユナイテッドFCに移籍したが、背番号は28「2+8=10」という、山形入団初年度と同じ事態が起こった。

## エピソード
- U17代表コーチの小見によれば、練習の手本は財前が示し、当時のチームメイト・中田英寿はそれを体育座りで真剣に見ていたという。さらに中田は「ザイ（財前）とサッカーをやっているときが一番楽しかった」と発言しており、同じく松田直樹もワールドユース時代「初めにザイに認められるか否かで、代表における立場が決まった」とも語っている。
- 1996年に短期留学していたSSラツィオ時代には元イタリア代表のアレッサンドロ・ネスタが在籍しており、練習中、財前は当時すでにラツィオのレギュラーで、イタリア代表としてもEURO96のメンバーに選ばれていたネスタにほとんどボールを触らせず、他のラツィオ選手たちの度胆を抜いた。2002年FIFAワールドカップでイタリア代表が仙台でキャンプを行い、ベガルタ仙台と練習試合を行った際、ネスタ自ら財前に握手を求めに行った。ちなみに財前は怪我のため、この練習試合には出場していなかった。
- 2007年7月21日のみちのくダービーでは先制点をアシストをする活躍を見せた。同年10月10日のみちのくダービーではPKながら古巣・仙台から初得点を挙げた。
- モンテディオ山形の木藤健太、渡辺匠らと仲が良く、何度も食事に行く仲である。特に木藤とは仲が良く、自身のブログで彼女とまで紹介している。
- キャプテン翼に登場する「弓倉宣之」は、財前がモデルといわれる。
- 山形に小林伸二監督が就任してからは財前はFW（主にセカンドトップ）での起用が増えていたが、自身のブログでMFとしてプレーがしたい旨の事を思いとして書いていた。チームがJ1へ昇格後は「干されてもいいから左サイドで勝負させて欲しい」と首脳陣へ直訴し、小林監督は財前が得意としているトップ下で起用。その監督の起用に応えるかの様に途中出場ではあるものの、山形の切り札としてアシストを量産する事となった。
- 仙台時代の応援歌の原曲はゴダイゴの『ビューティフル・ネーム』、山形での応援歌の原曲はGOING STEADYの『愛しておくれ』だった。
- タイのリーグに在籍したが、パクチーが苦手である。
- リーガ・エスパニョーラに在籍した日本人第一号であるが、実際にスペイン(セグンダ・ディビシオン)でプレーした日本人第一号は安永聡太郎である。[9]

## 個人成績
| 国内大会個人成績 | 国内大会個人成績         | 国内大会個人成績 | 国内大会個人成績 | 国内大会個人成績 | 国内大会個人成績 | 国内大会個人成績 | 国内大会個人成績 | 国内大会個人成績 | 国内大会個人成績 | 国内大会個人成績 | 国内大会個人成績 |
| 年度             | クラブ                   | 背番号           | リーグ           | リーグ戦         | リーグ戦         | リーグ杯         | リーグ杯         | オープン杯       | オープン杯       | 期間通算         | 期間通算         |
| 年度             | クラブ                   | 背番号           | リーグ           | 出場             | 得点             | 出場             | 得点             | 出場             | 得点             | 出場             | 得点             |
| 日本             | 日本                     | 日本             | 日本             | リーグ戦         | リーグ戦         | リーグ杯         | リーグ杯         | 天皇杯           | 天皇杯           | 期間通算         | 期間通算         |
| ---------------- | ------------------------ | ---------------- | ---------------- | ---------------- | ---------------- | ---------------- | ---------------- | ---------------- | ---------------- | ---------------- | ---------------- |
| 1995             | V川崎                    | -                | J                | 0                | 0                | -                | -                | 0                | 0                | 0                | 0                |
| スペイン         | スペイン                 | スペイン         | スペイン         | リーグ戦         | リーグ戦         | 国王杯           | 国王杯           | オープン杯       | オープン杯       | 期間通算         | 期間通算         |
| 1996-97          | ログロニェス             | -                | プリメーラ       | 0                | 0                | -                | -                | -                | -                | 0                | 0                |
| 日本             | 日本                     | 日本             | 日本             | リーグ戦         | リーグ戦         | リーグ杯         | リーグ杯         | 天皇杯           | 天皇杯           | 期間通算         | 期間通算         |
| 1997             | V川崎                    | 42               | J                | 0                | 0                | 0                | 0                | 0                | 0                | 0                | 0                |
| 1998             | V川崎                    | 13               | J                | 0                | 0                | 4                | 0                | 0                | 0                | 4                | 0                |
| クロアチア       | クロアチア               | クロアチア       | クロアチア       | リーグ戦         | リーグ戦         | リーグ杯         | リーグ杯         | オープン杯       | オープン杯       | 期間通算         | 期間通算         |
| 1998-99          | リエカ                   | -                | 1.HNL            | 0                | 0                | -                | -                | -                | -                | 0                | 0                |
| 日本             | 日本                     | 日本             | 日本             | リーグ戦         | リーグ戦         | リーグ杯         | リーグ杯         | 天皇杯           | 天皇杯           | 期間通算         | 期間通算         |
| 1999             | 仙台                     | 29               | J2               | 6                | 1                | 0                | 0                | 0                | 0                | 6                | 1                |
| 2000             | 仙台                     | 10               | J2               | 20               | 2                | 0                | 0                | 1                | 0                | 21               | 2                |
| 2001             | 仙台                     | 10               | J2               | 39               | 7                | 1                | 0                | 3                | 0                | 43               | 7                |
| 2002             | 仙台                     | 10               | J1               | 18               | 0                | 6                | 0                | 2                | 1                | 26               | 1                |
| 2003             | 仙台                     | 10               | J1               | 8                | 0                | 4                | 1                | 1                | 0                | 13               | 1                |
| 2004             | 仙台                     | 10               | J2               | 36               | 5                | -                | -                | 0                | 0                | 36               | 5                |
| 2005             | 仙台                     | 10               | J2               | 27               | 3                | -                | -                | 1                | 0                | 28               | 3                |
| 2006             | 山形                     | 28               | J2               | 35               | 4                | -                | -                | 0                | 0                | 35               | 4                |
| 2007             | 山形                     | 10               | J2               | 38               | 1                | -                | -                | 2                | 0                | 40               | 1                |
| 2008             | 山形                     | 10               | J2               | 21               | 0                | -                | -                | 0                | 0                | 21               | 0                |
| 2009             | 山形                     | 10               | J1               | 11               | 0                | 4                | 0                | 2                | 0                | 17               | 0                |
| タイ             | タイ                     | タイ             | タイ             | リーグ戦         | リーグ戦         | リーグ杯         | リーグ杯         | FA杯             | FA杯             | 期間通算         | 期間通算         |
| 2010             | ムアントン・ユナイテッド | 28               | プレミア         | 11               | 0                | -                | -                | -                | -                | 11               | 0                |
| 2011             | テロ・サーサナ           | 37               | プレミア         | 10               | 0                | -                | -                | -                | -                | 10               | 0                |
| 通算             | 日本                     | 日本             | J1               | 37               | 0                | 18               | 1                | 5                | 1                | 60               | 2                |
| 通算             | 日本                     | 日本             | J2               | 222              | 23               | 1                | 0                | 7                | 0                | 230              | 23               |
| 通算             | スペイン                 | スペイン         | プリメーラ       | 0                | 0                | -                | -                | -                | -                | 0                | 0                |
| 通算             | クロアチア               | クロアチア       | 1.HNL            | 0                | 0                | -                | -                | -                | -                | 0                | 0                |
| 通算             | タイ                     | タイ             | プレミア         | 21               | 0                | -                | -                | -                | -                | 21               | 0                |
| 総通算           | 総通算                   | 総通算           | 総通算           | 280              | 23               | 19               | 1                | 12               | 1                | 311              | 25               |

- Jリーグ初出場 - 1999年8月7日 川崎フロンターレ戦
- Jリーグ初得点 - 1999年8月21日 大宮アルディージャ戦

## 代表歴
- 1992年U-16日本代表
- 1993年U-17日本代表

1993年 FIFA U-17選手権ベスト8、ベストイレブン選出 (日本選手として唯一)
- 1994年U-19日本代表

## 指導歴
- 2012年 - 2016年3月 ベガルタ仙台 スクールコーチ